# Andrei Iordan
Andrei Andrejewitsch Iordan (russisch Андрей Андреевич Иордан; * 22. Dezember 1934 in Klarus, Wolgadeutsche Republik, Sowjetunion; † 20. Januar 2006 in Bischkek, Kirgisistan) war ein sowjetisch-kirgisischer Politiker. Von 1991 bis 1992 war er Premierminister des nun unabhängigen Kirgisistans.

## Leben
Andrei Iordan wurde in der Wolgadeutschen Republik, in der Sowjetunion, geboren. Nach seiner Ausbildung zog er im Jahr 1954 in die Kirgisische SSR, nach Osch. In Osch begann er eine Tätigkeit im dortigen Automobilwerk. Iordan verblieb dort bis 1964. Ab 1968 wechselte er schließlich nach Kara-Suu und war dort bis ebenfalls in einer Automobilfabrik tätig, nun jedoch als Direktor. Parallel dazu begann er ein Studium am Polytechnischen Institut Frunse (heute Technische Universität Bischkek), das er ebenfalls 1972 abschloss. Daraufhin konnte Iordan als einer der leitenden Ingenieure im Transportministerium der kirgisischen Sowjetrepublik arbeiten. 1979 wurde er schließlich stellvertretender Transportminister in Kirgisien, ab 1987 bekleidete er dieses Amt selbst. In den letzten Jahren des Bestehens der Sowjetunion war Iordan dann auch im Ministerrat der Kirgisischen SSR tätig. 1991 wurde Kirgisistan unabhängig, Iordan blieb jedoch weiterhin politisch tätig. Am 28. November 1991 kam Nassirdin Issanow, der erste Premierminister des unabhängigen Kirgisistans, nach nur etwa drei Monaten Amtszeit durch einen Autounfall ums Leben. Daraufhin übernahm Iordan am 29. November diesen Posten und verblieb in dieser Position bis zum 10. Februar 1992. Bis 1998 war Iordan dann im Handelsministerium seines Landes tätig, anschließend noch für einige Zeit als Regierungsberater. Für seine Verdienste um das Land wurde er auch mit der Dank-Medaille der Kirgisischen Republik ausgezeichnet. Im Januar 2006 verstarb Iordan 71-jährig in der kirgisischen Hauptstadt Bischkek.